# Grog
El grog es una bebida hecha de agua caliente azucarada, mezclada con un licor, generalmente ron, aunque también kirsch, coñac u otros. Suele contener algún aromatizante, por ejemplo, limón.

## Ingredientes y elaboración
- Un poco de ron negro
- Una cucharada de azúcar
- Zumo de lima
- Una rama de canela
- Agua hirviendo

Se mezclan todos los ingredientes, añadiendo agua hirviendo hasta llenar el vaso.

## Historia
El origen del "grog" se debe al almirante inglés Edward Vernon, a quien sus subordinados apodaban Old Grog por una capa impermeable que siempre vestía confeccionada con un material llamado "grogram" (un material áspero y rígido, mezcla de lana y seda). En 1740 Vernon emitió una orden por la cual el ron debía ser rebajado con agua bajo la vigilancia de un oficial. Los marineros gozarían de dos raciones al día. Para mejorar el sabor estos añadieron azúcar y lima dando origen al "grog" que se conoce hoy en día, llamado así en honor al almirante. 
Fue usada por la marina británica como forma de reducir el consumo de ron por parte de los marineros, y para que aquellos soldados que tenían que entrar en batalla se mantuviesen lo suficientemente conscientes como para enfrentarse a los temibles combates en la mar; siendo parte de la ración diaria hasta el 31 de julio de 1970,[cita requerida] día que se conoció como el Black Tot Day.
Fue la bebida favorita de los marineros británicos durante muchos años. Las versiones actuales incluyen ron con agua caliente azucarada con zumo de limón. Puede beberse caliente, o preferiblemente fría.
El adjetivo grogui (del término inglés groggy) viene del estado de semi-insconsciencia en el que quedaban los que abusaban del grog.